# Llista de diputats del Parlament de Catalunya (III Legislatura)
A continuació hi ha la llista de diputats del Parlament de Catalunya de la III legislatura, el conjunt de càrrecs electes que constitueixen el Parlament de Catalunya fruit dels resultats de les eleccions al Parlament de Catalunya de 1988.

## Diputats
Informació actualitzada per un bot. Els canvis manuals es perdran quan s'actualitzi!
| Imatge | Nom                                  | Grup                                                        | Circumscripció | Inici del mandat | Fi del mandat | Reemplaça                          | Reemplaçat per              | Dades                         |
| ------ | ------------------------------------ | ----------------------------------------------------------- | -------------- | ---------------- | ------------- | ---------------------------------- | --------------------------- | ----------------------------- |
|        | Joan Maria Abelló i Alfonso          | Grup Socialista al Parlament de Catalunya                   | Tarragona      | 16-06-1988       | 21-01-1992    |                                    |                             | Modifica les dades a Wikidata |
|        | Macià Alavedra i Moner               | grup parlamentari de Convergència i Unió                    | Barcelona      | 16-06-1988       | 21-01-1992    |                                    |                             | Modifica les dades a Wikidata |
|        | Ramon Aleu i Jornet                  | Grup Socialista al Parlament de Catalunya                   | Tarragona      | 16-06-1988       | 21-01-1992    |                                    |                             | Modifica les dades a Wikidata |
|        | Jaume Aligué i Escudé                | grup parlamentari de Convergència i Unió                    | Lleida         | 16-06-1988       | 21-01-1992    |                                    |                             | Modifica les dades a Wikidata |
|        | Lluís Armet i Coma                   | Grup Socialista al Parlament de Catalunya                   | Barcelona      | 16-06-1988       | 21-01-1992    |                                    |                             | Modifica les dades a Wikidata |
|        | Pere Ayguadé i Ayguadé               | Grup Socialista al Parlament de Catalunya                   | Lleida         | 16-06-1988       | 20-04-1989    |                                    |                             | Modifica les dades a Wikidata |
|        | Pere Ayguadé i Ayguadé               | Grup Mixt                                                   | Lleida         | 20-04-1989       | 21-01-1992    |                                    |                             | Modifica les dades a Wikidata |
|        | Joan Aymerich i Aroca                | grup parlamentari de Convergència i Unió                    | Barcelona      | 16-06-1988       | 21-01-1992    |                                    |                             | Modifica les dades a Wikidata |
|        | Francesc Xavier Bada i Amatller      | grup parlamentari de Convergència i Unió                    | Lleida         | 16-06-1988       | 21-01-1992    |                                    |                             | Modifica les dades a Wikidata |
|        | Rosa Barenys i Martorell             | Grup Socialista al Parlament de Catalunya                   | Barcelona      | 16-06-1988       | 21-01-1992    |                                    |                             | Modifica les dades a Wikidata |
|        | Agustí Maria Bassols i Parés         | grup parlamentari de Convergència i Unió                    | Barcelona      | 16-06-1988       | 02-11-1988    |                                    | Jaume Jané i Bel            | Modifica les dades a Wikidata |
|        | Josep Manuel Basáñez i Villaluenga   | grup parlamentari de Convergència i Unió                    | Barcelona      | 16-06-1988       | 20-07-1989    |                                    | Ramon Coma i Casellas       | Modifica les dades a Wikidata |
|        | Manuel Fernando Bauzà i Gómez        | Grup Parlamentari Popular                                   | Barcelona      | 16-06-1988       | 25-09-1991    |                                    | Sebastián Lorente i Ubanell | Modifica les dades a Wikidata |
|        | Francesc Xavier Bigatà i Ribé        | grup parlamentari de Convergència i Unió                    | Barcelona      | 16-06-1988       | 21-01-1992    |                                    |                             | Modifica les dades a Wikidata |
|        | Josep Borràs i Gené                  | grup parlamentari de Convergència i Unió                    | Lleida         | 16-06-1988       | 21-01-1992    |                                    |                             | Modifica les dades a Wikidata |
|        | Gràcia Bosch i Agustí                | grup parlamentari de Convergència i Unió                    | Girona         | 16-06-1988       | 21-01-1992    |                                    |                             | Modifica les dades a Wikidata |
|        | Rosa Bruguera i Bellmunt             | grup parlamentari de Convergència i Unió                    | Barcelona      | 16-06-1988       | 21-01-1992    |                                    |                             | Modifica les dades a Wikidata |
|        | Josep Maria Brunet i Mauri           | Grup Socialista al Parlament de Catalunya                   | Barcelona      | 12-12-1989       | 21-01-1992    | Jordi Solé i Tura                  |                             | Modifica les dades a Wikidata |
|        | Maria Pilar Busquet i Medan          | grup parlamentari de Convergència i Unió                    | Lleida         | 16-06-1988       | 21-01-1992    |                                    |                             | Modifica les dades a Wikidata |
|        | Magí Cadevall i Soler                | Grup Socialista al Parlament de Catalunya                   | Barcelona      | 16-06-1988       | 21-01-1992    |                                    |                             | Modifica les dades a Wikidata |
|        | Max Cahner i Garcia                  | grup parlamentari de Convergència i Unió                    | Barcelona      | 16-06-1988       | 21-01-1992    |                                    |                             | Modifica les dades a Wikidata |
|        | Arcadi Calzada i Salavedra           | grup parlamentari de Convergència i Unió                    | Girona         | 16-06-1988       | 21-01-1992    |                                    |                             | Modifica les dades a Wikidata |
|        | Ramon Camp i Batalla                 | grup parlamentari de Convergència i Unió                    | Barcelona      | 16-06-1988       | 21-01-1992    |                                    |                             | Modifica les dades a Wikidata |
|        | Ferran Camps i Vallejo               | grup parlamentari de Convergència i Unió                    | Barcelona      | 16-06-1988       | 23-10-1990    |                                    | Josep Maria Servitje i Roca | Modifica les dades a Wikidata |
|        | Jaume Camps i Rovira                 | grup parlamentari de Convergència i Unió                    | Barcelona      | 16-06-1988       | 21-01-1992    |                                    |                             | Modifica les dades a Wikidata |
|        | Martí Carnicer i Vidal               | Grup Socialista al Parlament de Catalunya                   | Tarragona      | 16-06-1988       | 21-01-1992    |                                    |                             | Modifica les dades a Wikidata |
|        | Josep-Lluís Carod-Rovira             | grup parlamentari d'Esquerra Republicana de Catalunya       | Barcelona      | 16-06-1988       | 24-11-1989    |                                    |                             | Modifica les dades a Wikidata |
|        | Josep-Lluís Carod-Rovira             | agrupació parlamentària d'Esquerra Republicana de Catalunya | Barcelona      | 24-11-1989       | 21-01-1992    |                                    |                             | Modifica les dades a Wikidata |
|        | Pere Casals i Lezcano                | grup parlamentari de Convergència i Unió                    | Girona         | 16-06-1988       | 21-01-1992    |                                    |                             | Modifica les dades a Wikidata |
|        | Marçal Casanovas i Guerri            | Grup Mixt                                                   | Girona         | 23-11-1989       | 21-01-1992    |                                    |                             | Modifica les dades a Wikidata |
|        | Marçal Casanovas i Guerri            | grup parlamentari d'Esquerra Republicana de Catalunya       | Girona         | 16-06-1988       | 23-11-1989    |                                    |                             | Modifica les dades a Wikidata |
|        | Jordi Casas-Salat i Fossas           | grup parlamentari de Convergència i Unió                    | Barcelona      | 26-10-1989       | 21-01-1992    | Josep Maria Cullell i Nadal        |                             | Modifica les dades a Wikidata |
|        | Enric Castellnou i Alberch           | grup parlamentari de Convergència i Unió                    | Barcelona      | 16-06-1988       | 21-01-1992    |                                    |                             | Modifica les dades a Wikidata |
|        | Josep Clofent i Rosique              | Grup Socialista al Parlament de Catalunya                   | Barcelona      | 16-06-1988       | 21-01-1992    |                                    |                             | Modifica les dades a Wikidata |
|        | Higini Clotas i Cierco               | Grup Socialista al Parlament de Catalunya                   | Barcelona      | 16-06-1988       | 21-01-1992    |                                    |                             | Modifica les dades a Wikidata |
|        | Francesc Codina i Castillo           | grup parlamentari de Convergència i Unió                    | Barcelona      | 16-06-1988       | 21-01-1992    |                                    |                             | Modifica les dades a Wikidata |
|        | Josep Coll i Bertran                 | grup parlamentari de Convergència i Unió                    | Girona         | 16-06-1988       | 21-01-1992    |                                    |                             | Modifica les dades a Wikidata |
|        | Josep Maria Coll i Majó              | grup parlamentari de Convergència i Unió                    | Barcelona      | 16-06-1988       | 21-01-1992    |                                    |                             | Modifica les dades a Wikidata |
|        | Àngel Colom i Colom                  | grup parlamentari d'Esquerra Republicana de Catalunya       | Barcelona      | 16-06-1988       | 24-11-1989    |                                    |                             | Modifica les dades a Wikidata |
|        | Àngel Colom i Colom                  | agrupació parlamentària d'Esquerra Republicana de Catalunya | Barcelona      | 24-11-1989       | 21-01-1992    |                                    |                             | Modifica les dades a Wikidata |
|        | Joan Colomines i Puig                | grup parlamentari de Convergència i Unió                    | Barcelona      | 16-06-1988       | 21-01-1992    |                                    |                             | Modifica les dades a Wikidata |
|        | Víctor Manuel Colomé i Farré         | Grup Parlamentari Popular                                   | Lleida         | 16-06-1988       | 21-01-1992    |                                    |                             | Modifica les dades a Wikidata |
|        | Ramon Coma i Casellas                | grup parlamentari de Convergència i Unió                    | Barcelona      | 25-07-1989       | 21-01-1992    | Josep Manuel Basáñez i Villaluenga |                             | Modifica les dades a Wikidata |
|        | Josep Maria Cullell i Nadal          | grup parlamentari de Convergència i Unió                    | Barcelona      | 16-06-1988       | 25-10-1989    |                                    | Jordi Casas-Salat i Fossas  | Modifica les dades a Wikidata |
|        | Josep Curto i Casadó                 | Grup Parlamentari Popular                                   | Tarragona      | 16-06-1988       | 21-01-1992    |                                    |                             | Modifica les dades a Wikidata |
|        | Antoni Dalmau i Ribalta              | Grup Socialista al Parlament de Catalunya                   | Barcelona      | 16-06-1988       | 21-01-1992    |                                    |                             | Modifica les dades a Wikidata |
|        | Joan Descals i Esquius               | grup parlamentari de Convergència i Unió                    | Tarragona      | 16-06-1988       | 20-07-1989    |                                    | Josep Mariné i Grau         | Modifica les dades a Wikidata |
|        | Justo Domínguez de la Fuente         | Grup Socialista al Parlament de Catalunya                   | Barcelona      | 16-06-1988       | 04-04-1989    |                                    | Antoni Noguer i Carvellada  | Modifica les dades a Wikidata |
|        | Raimon Escudé i Pladellorens         | grup parlamentari de Convergència i Unió                    | Barcelona      | 16-06-1988       | 21-01-1992    |                                    |                             | Modifica les dades a Wikidata |
|        | Rosa Fabián Martínez                 | grup parlamentari d'Iniciativa per Catalunya                | Barcelona      | 16-06-1988       | 21-01-1992    |                                    |                             | Modifica les dades a Wikidata |
|        | Antoni Fernández i Teixidó           | agrupació parlamentària del Centre Democràtic i Social      | Barcelona      | 27-07-1989       | 28-11-1989    |                                    | Armand Ródenas i Barrera    | Modifica les dades a Wikidata |
|        | Antoni Fernández i Teixidó           | Grup Mixt                                                   | Barcelona      | 16-06-1988       | 27-07-1989    |                                    |                             | Modifica les dades a Wikidata |
|        | Jorge Fernández Díaz                 | Grup Parlamentari Popular                                   | Barcelona      | 16-06-1988       | 21-11-1989    |                                    | Antonio Perea Oliva         | Modifica les dades a Wikidata |
|        | Pilar Ferran Hernández               | Grup Socialista al Parlament de Catalunya                   | Barcelona      | 16-06-1988       | 21-01-1992    |                                    |                             | Modifica les dades a Wikidata |
|        | Joaquim Ferrer i Roca                | grup parlamentari de Convergència i Unió                    | Barcelona      | 16-06-1988       | 21-01-1992    |                                    |                             | Modifica les dades a Wikidata |
|        | Daniel Font i Cardona                | Grup Socialista al Parlament de Catalunya                   | Barcelona      | 16-06-1988       | 21-01-1992    |                                    |                             | Modifica les dades a Wikidata |
|        | Roc Fuentes i Navarro                | grup parlamentari d'Iniciativa per Catalunya                | Barcelona      | 16-06-1988       | 21-01-1992    |                                    |                             | Modifica les dades a Wikidata |
|        | Joan Ganyet i Solé                   | Grup Socialista al Parlament de Catalunya                   | Lleida         | 16-06-1988       | 21-01-1992    |                                    |                             | Modifica les dades a Wikidata |
|        | Dionisi Garcia i Guillamon           | Grup Socialista al Parlament de Catalunya                   | Tarragona      | 16-06-1988       | 21-01-1992    |                                    |                             | Modifica les dades a Wikidata |
|        | Luís Andrés García Sáez              | Grup Socialista al Parlament de Catalunya                   | Barcelona      | 16-06-1988       | 09-01-1992    |                                    |                             | Modifica les dades a Wikidata |
|        | Isidre Gavín i Valls                 | grup parlamentari de Convergència i Unió                    | Lleida         | 11-01-1990       | 21-01-1992    | Jaume Manel Oronich i Miravet      |                             | Modifica les dades a Wikidata |
|        | Arseni Gibert i Bosch                | Grup Socialista al Parlament de Catalunya                   | Girona         | 16-06-1988       | 21-01-1992    |                                    |                             | Modifica les dades a Wikidata |
|        | Florencio Gil Pachón                 | Grup Socialista al Parlament de Catalunya                   | Barcelona      | 16-06-1988       | 04-04-1989    |                                    | José Eduardo González Navas | Modifica les dades a Wikidata |
|        | Víctor Manuel Gimeno i Sanz          | grup parlamentari d'Iniciativa per Catalunya                | Tarragona      | 16-06-1988       | 21-01-1992    |                                    |                             | Modifica les dades a Wikidata |
|        | José Eduardo González Navas          | Grup Socialista al Parlament de Catalunya                   | Barcelona      | 23-05-1989       | 21-01-1992    | Florencio Gil Pachón               |                             | Modifica les dades a Wikidata |
|        | Vicenç de Paul González i Castells   | grup parlamentari de Convergència i Unió                    | Tarragona      | 16-06-1988       | 21-01-1992    |                                    |                             | Modifica les dades a Wikidata |
|        | Josep Maria Graells i Forcada        | grup parlamentari de Convergència i Unió                    | Lleida         | 16-06-1988       | 21-01-1992    |                                    |                             | Modifica les dades a Wikidata |
|        | Joan Josep Grau i Folch              | grup parlamentari de Convergència i Unió                    | Tarragona      | 16-06-1988       | 21-01-1992    |                                    |                             | Modifica les dades a Wikidata |
|        | Francesc Guasch i Fernández          | grup parlamentari de Convergència i Unió                    | Lleida         | 16-06-1988       | 21-01-1992    |                                    |                             | Modifica les dades a Wikidata |
|        | Joan Guitart i Agell                 | grup parlamentari de Convergència i Unió                    | Barcelona      | 16-06-1988       | 21-01-1992    |                                    |                             | Modifica les dades a Wikidata |
|        | Xavier Guitart i Domènech            | Grup Socialista al Parlament de Catalunya                   | Girona         | 16-06-1988       | 21-01-1992    |                                    |                             | Modifica les dades a Wikidata |
|        | Joan Hortalà i Arau                  | grup parlamentari d'Esquerra Republicana de Catalunya       | Barcelona      | 16-06-1988       | 23-11-1989    |                                    |                             | Modifica les dades a Wikidata |
|        | Joan Hortalà i Arau                  | Grup Mixt                                                   | Barcelona      | 23-11-1989       | 21-01-1992    |                                    |                             | Modifica les dades a Wikidata |
|        | Jaume Jané i Bel                     | grup parlamentari de Convergència i Unió                    | Barcelona      | 01-11-1988       | 21-01-1992    | Agustí Maria Bassols i Parés       |                             | Modifica les dades a Wikidata |
|        | Antoni Jordà i Novas                 | grup parlamentari de Convergència i Unió                    | Barcelona      | 16-06-1988       | 21-01-1992    |                                    |                             | Modifica les dades a Wikidata |
|        | Josep Laporte i Salas                | grup parlamentari de Convergència i Unió                    | Tarragona      | 16-06-1988       | 21-01-1992    |                                    |                             | Modifica les dades a Wikidata |
|        | Xavier Latorre i Piedrafita          | Grup Mixt                                                   | Barcelona      | 16-06-1988       | 27-07-1989    |                                    |                             | Modifica les dades a Wikidata |
|        | Xavier Latorre i Piedrafita          | agrupació parlamentària del Centre Democràtic i Social      | Barcelona      | 27-07-1989       | 20-12-1991    |                                    |                             | Modifica les dades a Wikidata |
|        | Xavier Latorre i Piedrafita          | Grup Mixt                                                   | Barcelona      | 20-12-1991       | 21-01-1992    |                                    |                             | Modifica les dades a Wikidata |
|        | Felip Lorda i Alaiz                  | Grup Socialista al Parlament de Catalunya                   | Barcelona      | 16-06-1988       | 21-01-1992    |                                    |                             | Modifica les dades a Wikidata |
|        | Sebastián Lorente i Ubanell          | Grup Parlamentari Popular                                   | Barcelona      | 02-10-1991       | 21-01-1992    | Manuel Fernando Bauzà i Gómez      |                             | Modifica les dades a Wikidata |
|        | Rafael Madueño i Sedano              | Grup Socialista al Parlament de Catalunya                   | Barcelona      | 16-06-1988       | 21-01-1992    |                                    |                             | Modifica les dades a Wikidata |
|        | Pasqual Maragall i Mira              | Grup Socialista al Parlament de Catalunya                   | Barcelona      | 16-06-1988       | 21-01-1992    |                                    |                             | Modifica les dades a Wikidata |
|        | Miquel Àngel Marimon i Fort          | grup parlamentari de Convergència i Unió                    | Tarragona      | 16-06-1988       | 21-01-1992    |                                    |                             | Modifica les dades a Wikidata |
|        | Josep Mariné i Grau                  | grup parlamentari de Convergència i Unió                    | Tarragona      | 25-07-1989       | 21-01-1992    | Joan Descals i Esquius             |                             | Modifica les dades a Wikidata |
|        | Rosa Martí i Conill                  | Grup Socialista al Parlament de Catalunya                   | Barcelona      | 16-06-1988       | 21-01-1992    |                                    |                             | Modifica les dades a Wikidata |
|        | Joan Josep Martí i Ferré             | grup parlamentari de Convergència i Unió                    | Tarragona      | 16-06-1988       | 21-01-1992    |                                    |                             | Modifica les dades a Wikidata |
|        | Juan Martín Toribio                  | Grup Mixt                                                   | Barcelona      | 17-12-1991       | 09-01-1992    |                                    |                             | Modifica les dades a Wikidata |
|        | Juan Martín Toribio                  | agrupació parlamentària del Centre Democràtic i Social      | Barcelona      | 27-07-1989       | 17-12-1991    |                                    |                             | Modifica les dades a Wikidata |
|        | Juan Martín Toribio                  | Grup Mixt                                                   | Barcelona      | 16-06-1988       | 27-07-1989    |                                    |                             | Modifica les dades a Wikidata |
|        | Jordi Martínez Planas                | grup parlamentari de Convergència i Unió                    | Girona         | 16-06-1988       | 21-01-1992    |                                    |                             | Modifica les dades a Wikidata |
|        | Frederic Martínez i Ibáñez           | grup parlamentari de Convergència i Unió                    | Girona         | 16-06-1988       | 21-01-1992    |                                    |                             | Modifica les dades a Wikidata |
|        | Ricard Masó i Llunes                 | grup parlamentari de Convergència i Unió                    | Girona         | 16-06-1988       | 21-01-1992    |                                    |                             | Modifica les dades a Wikidata |
|        | Lluís Medir i Huerta                 | Grup Socialista al Parlament de Catalunya                   | Girona         | 16-06-1988       | 19-03-1991    |                                    | Martí Sans i Pairuto        | Modifica les dades a Wikidata |
|        | Jordi Menéndez i Pablo               | Grup Socialista al Parlament de Catalunya                   | Barcelona      | 16-06-1988       | 19-10-1988    |                                    | Dolors Torrent i Rius       | Modifica les dades a Wikidata |
|        | Josep Miró i Ardèvol                 | grup parlamentari de Convergència i Unió                    | Barcelona      | 16-06-1988       | 30-12-1988    |                                    | Jaume Padrós i Selma        | Modifica les dades a Wikidata |
|        | Josep Moliner i Florensa             | grup parlamentari de Convergència i Unió                    | Girona         | 16-06-1988       | 21-01-1992    |                                    |                             | Modifica les dades a Wikidata |
|        | Joaquim Molins i Amat                | grup parlamentari de Convergència i Unió                    | Barcelona      | 16-06-1988       | 21-01-1992    |                                    |                             | Modifica les dades a Wikidata |
|        | Josep Montalat i Cufí                | grup parlamentari de Convergència i Unió                    | Girona         | 16-06-1988       | 21-01-1992    |                                    |                             | Modifica les dades a Wikidata |
|        | Dolors Culleré Montserrat            | Grup Parlamentari Popular                                   | Barcelona      | 16-06-1988       | 21-01-1992    |                                    |                             | Modifica les dades a Wikidata |
|        | Joan Antoni Mur i Borràs             | grup parlamentari de Convergència i Unió                    | Tarragona      | 16-06-1988       | 21-01-1992    |                                    |                             | Modifica les dades a Wikidata |
|        | Joaquim Nadal i Farreras             | Grup Socialista al Parlament de Catalunya                   | Girona         | 16-06-1988       | 21-01-1992    |                                    |                             | Modifica les dades a Wikidata |
|        | Manel Nadal i Farreras               | Grup Socialista al Parlament de Catalunya                   | Girona         | 16-06-1988       | 21-01-1992    |                                    |                             | Modifica les dades a Wikidata |
|        | Trinitat Neras Plaja                 | grup parlamentari de Convergència i Unió                    | Girona         | 16-06-1988       | 21-01-1992    |                                    |                             | Modifica les dades a Wikidata |
|        | Antoni Noguer i Carvellada           | Grup Socialista al Parlament de Catalunya                   | Barcelona      | 20-06-1989       | 21-01-1992    | Justo Domínguez de la Fuente       |                             | Modifica les dades a Wikidata |
|        | Jaume Nualart i Serrats              | grup parlamentari d'Iniciativa per Catalunya                | Barcelona      | 16-06-1988       | 21-01-1992    |                                    |                             | Modifica les dades a Wikidata |
|        | Raimon Obiols i Germà                | Grup Socialista al Parlament de Catalunya                   | Barcelona      | 16-06-1988       | 21-01-1992    |                                    |                             | Modifica les dades a Wikidata |
|        | Joan Oliart i Pons                   | Grup Socialista al Parlament de Catalunya                   | Barcelona      | 16-06-1988       | 21-01-1992    |                                    |                             | Modifica les dades a Wikidata |
|        | Jaume Manel Oronich i Miravet        | grup parlamentari de Convergència i Unió                    | Lleida         | 16-06-1988       | 27-12-1989    |                                    | Isidre Gavín i Valls        | Modifica les dades a Wikidata |
|        | Esteve Orriols i Sendra              | grup parlamentari de Convergència i Unió                    | Barcelona      | 16-06-1988       | 21-01-1992    |                                    |                             | Modifica les dades a Wikidata |
|        | Miquel Padilla i Díaz                | grup parlamentari de Convergència i Unió                    | Lleida         | 16-06-1988       | 21-01-1992    |                                    |                             | Modifica les dades a Wikidata |
|        | Jaume Padrós i Selma                 | grup parlamentari de Convergència i Unió                    | Barcelona      | 11-01-1989       | 21-01-1992    | Josep Miró i Ardèvol               |                             | Modifica les dades a Wikidata |
|        | Pere Parera i Cartró                 | grup parlamentari de Convergència i Unió                    | Barcelona      | 16-06-1988       | 21-01-1992    |                                    |                             | Modifica les dades a Wikidata |
|        | Marià Pere i Lizàndara               | grup parlamentari d'Iniciativa per Catalunya                | Barcelona      | 16-06-1988       | 18-04-1989    |                                    |                             | Modifica les dades a Wikidata |
|        | Marià Pere i Lizàndara               | Grup Mixt                                                   | Barcelona      | 18-04-1989       | 21-01-1992    |                                    |                             | Modifica les dades a Wikidata |
|        | Antonio Perea Oliva                  | Grup Parlamentari Popular                                   | Barcelona      | 23-11-1989       | 21-01-1992    | Jorge Fernández Díaz               |                             | Modifica les dades a Wikidata |
|        | Ramon Pla i Nadal                    | grup parlamentari de Convergència i Unió                    | Barcelona      | 16-06-1988       | 21-01-1992    |                                    |                             | Modifica les dades a Wikidata |
|        | Ferran Pont i Puntigam               | grup parlamentari de Convergència i Unió                    | Barcelona      | 16-06-1988       | 21-01-1992    |                                    |                             | Modifica les dades a Wikidata |
|        | Miquel Pueyo i París                 | grup parlamentari d'Esquerra Republicana de Catalunya       | Lleida         | 16-06-1988       | 24-11-1989    |                                    |                             | Modifica les dades a Wikidata |
|        | Miquel Pueyo i París                 | agrupació parlamentària d'Esquerra Republicana de Catalunya | Lleida         | 24-11-1989       | 21-01-1992    |                                    |                             | Modifica les dades a Wikidata |
|        | Jordi Pujol i Soley                  | grup parlamentari de Convergència i Unió                    | Barcelona      | 16-06-1988       | 21-01-1992    |                                    |                             | Modifica les dades a Wikidata |
|        | Eugeni-Jesús Pérez-Moreno i Pallarés | grup parlamentari de Convergència i Unió                    | Barcelona      | 16-06-1988       | 21-01-1992    |                                    |                             | Modifica les dades a Wikidata |
|        | Josep Maria Rañé i Blasco            | Grup Socialista al Parlament de Catalunya                   | Barcelona      | 16-06-1988       | 21-01-1992    |                                    |                             | Modifica les dades a Wikidata |
|        | Enric Renau i Folch                  | grup parlamentari de Convergència i Unió                    | Barcelona      | 16-06-1988       | 21-01-1992    |                                    |                             | Modifica les dades a Wikidata |
|        | Joan Reventós i Carner               | Grup Socialista al Parlament de Catalunya                   | Barcelona      | 16-06-1988       | 21-01-1992    |                                    |                             | Modifica les dades a Wikidata |
|        | Teresa Ribes i Utgé                  | grup parlamentari de Convergència i Unió                    | Lleida         | 16-06-1988       | 21-01-1992    |                                    |                             | Modifica les dades a Wikidata |
|        | Rafael Ribó i Massó                  | grup parlamentari d'Iniciativa per Catalunya                | Barcelona      | 16-06-1988       | 21-01-1992    |                                    |                             | Modifica les dades a Wikidata |
|        | Ignasi Riera i Gassiot               | grup parlamentari d'Iniciativa per Catalunya                | Barcelona      | 16-06-1988       | 21-01-1992    |                                    |                             | Modifica les dades a Wikidata |
|        | Santiago Riera i Olivé               | Grup Socialista al Parlament de Catalunya                   | Barcelona      | 16-06-1988       | 21-01-1992    |                                    |                             | Modifica les dades a Wikidata |
|        | Joan Rigol i Roig                    | grup parlamentari de Convergència i Unió                    | Barcelona      | 16-06-1988       | 21-01-1992    |                                    |                             | Modifica les dades a Wikidata |
|        | Joan Roma i Cunill                   | Grup Socialista al Parlament de Catalunya                   | Barcelona      | 16-06-1988       | 21-01-1992    |                                    |                             | Modifica les dades a Wikidata |
|        | Armand Ródenas i Barrera             | Grup Mixt                                                   | Barcelona      | 25-05-1990       | 21-01-1992    |                                    |                             | Modifica les dades a Wikidata |
|        | Armand Ródenas i Barrera             | agrupació parlamentària del Centre Democràtic i Social      | Barcelona      | 01-12-1989       | 25-05-1990    | Antoni Fernández i Teixidó         |                             | Modifica les dades a Wikidata |
|        | Joan Manel Sabanza i March           | Grup Mixt                                                   | Tarragona      | 23-11-1989       | 21-01-1992    |                                    |                             | Modifica les dades a Wikidata |
|        | Joan Manel Sabanza i March           | grup parlamentari d'Esquerra Republicana de Catalunya       | Tarragona      | 16-06-1988       | 23-11-1989    |                                    |                             | Modifica les dades a Wikidata |
|        | Josep Maria Sala i Grisó             | Grup Socialista al Parlament de Catalunya                   | Barcelona      | 16-06-1988       | 21-01-1992    |                                    |                             | Modifica les dades a Wikidata |
|        | Flora Sanabra i Villarroya           | grup parlamentari de Convergència i Unió                    | Barcelona      | 16-06-1988       | 21-01-1992    |                                    |                             | Modifica les dades a Wikidata |
|        | Juli Sanclimens i Genescà            | grup parlamentari de Convergència i Unió                    | Barcelona      | 16-06-1988       | 21-01-1992    |                                    |                             | Modifica les dades a Wikidata |
|        | Martí Sans i Pairuto                 | Grup Socialista al Parlament de Catalunya                   | Girona         | 26-03-1991       | 21-01-1992    | Lluís Medir i Huerta               |                             | Modifica les dades a Wikidata |
|        | Joan Saura i Laporta                 | grup parlamentari d'Iniciativa per Catalunya                | Barcelona      | 16-06-1988       | 21-01-1992    |                                    |                             | Modifica les dades a Wikidata |
|        | Josep Sendra i Navarro               | grup parlamentari de Convergència i Unió                    | Tarragona      | 16-06-1988       | 21-01-1992    |                                    |                             | Modifica les dades a Wikidata |
|        | Josep Serratusell i Sitjes           | grup parlamentari de Convergència i Unió                    | Barcelona      | 16-06-1988       | 21-01-1992    |                                    |                             | Modifica les dades a Wikidata |
|        | Josep Maria Servitje i Roca          | grup parlamentari de Convergència i Unió                    | Barcelona      | 05-11-1990       | 08-01-1991    | Ferran Camps i Vallejo             | Víctor Vila i Giró          | Modifica les dades a Wikidata |
|        | Maria del Carme Servitje i Mauri     | grup parlamentari de Convergència i Unió                    | Barcelona      | 16-06-1988       | 21-01-1992    |                                    |                             | Modifica les dades a Wikidata |
|        | Domènec Sesmilo i Rius               | grup parlamentari de Convergència i Unió                    | Barcelona      | 16-06-1988       | 21-01-1992    |                                    |                             | Modifica les dades a Wikidata |
|        | Antoni Siurana i Zaragoza            | Grup Socialista al Parlament de Catalunya                   | Lleida         | 16-06-1988       | 21-01-1992    |                                    |                             | Modifica les dades a Wikidata |
|        | Jaume Sobrequés i Callicó            | Grup Socialista al Parlament de Catalunya                   | Barcelona      | 16-06-1988       | 21-01-1992    |                                    |                             | Modifica les dades a Wikidata |
|        | Jordi Solé i Tura                    | Grup Socialista al Parlament de Catalunya                   | Barcelona      | 16-06-1988       | 07-11-1989    |                                    | Josep Maria Brunet i Mauri  | Modifica les dades a Wikidata |
|        | Josep Xavier Soto i Cortés           | Grup Socialista al Parlament de Catalunya                   | Barcelona      | 16-06-1988       | 21-01-1992    |                                    |                             | Modifica les dades a Wikidata |
|        | Antoni Subirà i Claus                | grup parlamentari de Convergència i Unió                    | Barcelona      | 16-06-1988       | 21-01-1992    |                                    |                             | Modifica les dades a Wikidata |
|        | Josep Oriol Suñer i Carbó            | grup parlamentari de Convergència i Unió                    | Girona         | 16-06-1988       | 21-01-1992    |                                    |                             | Modifica les dades a Wikidata |
|        | Celestino Andrés Sánchez Ramos       | grup parlamentari d'Iniciativa per Catalunya                | Barcelona      | 16-06-1988       | 18-04-1989    |                                    |                             | Modifica les dades a Wikidata |
|        | Celestino Andrés Sánchez Ramos       | Grup Mixt                                                   | Barcelona      | 18-04-1989       | 21-01-1992    |                                    |                             | Modifica les dades a Wikidata |
|        | Josep Sánchez i Llibre               | grup parlamentari de Convergència i Unió                    | Barcelona      | 16-06-1988       | 21-01-1992    |                                    |                             | Modifica les dades a Wikidata |
|        | Daniel Terradellas i Redon           | Grup Socialista al Parlament de Catalunya                   | Girona         | 16-06-1988       | 21-01-1992    |                                    |                             | Modifica les dades a Wikidata |
|        | Esteve Tomàs i Torrens               | Grup Socialista al Parlament de Catalunya                   | Barcelona      | 16-06-1988       | 21-01-1992    |                                    |                             | Modifica les dades a Wikidata |
|        | Dolors Torrent i Rius                | Grup Socialista al Parlament de Catalunya                   | Barcelona      | 25-11-1988       | 21-01-1992    | Jordi Menéndez i Pablo             |                             | Modifica les dades a Wikidata |
|        | Maria Teresa Utgés Nogués            | Grup Socialista al Parlament de Catalunya                   | Lleida         | 16-06-1988       | 21-01-1992    |                                    |                             | Modifica les dades a Wikidata |
|        | Enric Vendrell i Duran               | grup parlamentari de Convergència i Unió                    | Tarragona      | 16-06-1988       | 21-01-1992    |                                    |                             | Modifica les dades a Wikidata |
|        | Francesc Vernet i Mateu              | grup parlamentari de Convergència i Unió                    | Tarragona      | 16-06-1988       | 21-01-1992    |                                    |                             | Modifica les dades a Wikidata |
|        | Aleix Vidal-Quadras i Roca           | Grup Parlamentari Popular                                   | Barcelona      | 16-06-1988       | 21-01-1992    |                                    |                             | Modifica les dades a Wikidata |
|        | Jordi Vila i Foruny                  | grup parlamentari de Convergència i Unió                    | Barcelona      | 16-06-1988       | 21-01-1992    |                                    |                             | Modifica les dades a Wikidata |
|        | Víctor Vila i Giró                   | grup parlamentari de Convergència i Unió                    | Barcelona      | 18-01-1991       | 21-01-1992    | Josep Maria Servitje i Roca        |                             | Modifica les dades a Wikidata |
|        | Carles Viñas i Serra                 | grup parlamentari de Convergència i Unió                    | Barcelona      | 16-06-1988       | 21-01-1992    |                                    |                             | Modifica les dades a Wikidata |
|        | Joaquim Xicoy i Bassegoda            | grup parlamentari de Convergència i Unió                    | Barcelona      | 16-06-1988       | 21-01-1992    |                                    |                             | Modifica les dades a Wikidata |
|        | Manuela de Madre Ortega              | Grup Socialista al Parlament de Catalunya                   | Barcelona      | 16-06-1988       | 21-01-1992    |                                    |                             | Modifica les dades a Wikidata |